# سندرم دندی-واکر
سندرم دندی-واکر (به انگلیسی: Dandy–Walker malformation) که با نام ناهنجاری دندی-واکر نیز شناخته می‌شود، یک ناهنجاری مادرزادی نادر مغزی است که در آن بخشی که به دو نیم کره مخچه (کرمینه مخچه‌ای) متصل می‌شود، به‌طور کامل تشکیل نمی‌شود و بطن چهارم و فضای پشت مخچه (گودی جمجمه‌ای پسین) با مایع مغزی-نخاعی بزرگ می‌شود. بیشتر مبتلایان در سال اول زندگی خود دچار هیدروسفالی می‌شوند که می‌تواند به صورت افزایش اندازهٔ سر، استفراغ، خواب آلودگی بیش از حد، تحریک پذیری، انحراف رو به پایین چشم‌ها و حملهٔ صرع بروز کند.

## تاریخچه
این ناهنجاری اولین بار در سال ۱۸۸۷ میلادی توسط جراح انگلیسی، جان بلاند-ساتن به عنوان هیپوپلازی کرمینه مخچه‌ای، یک گودی جمجمه‌ای پسین بزرگ شده و هیدروسفالی توصیف شد. در سال ۱۹۱۴ میلادی، جراح مغز و اعصاب آمریکایی، والتر دندی و متخصص اطفال آمریکایی، کنت بلکفان این ناهنجاری را فقدان جزئی یا کامل کرمینه مخچه‌ای، بطن چهارم بزرگ شده و هیدروسفالی توصیف کردند. در سال ۱۹۴۲ میلادی پزشک آمریکایی، جان کی. تاگارت و آرتور ارل واکر، جراح مغز و اعصاب کانادایی-آمریکایی، این پدیده را به‌طور گسترده شرح دادند و علت بالقوه آن را توسعه نیافتگی اندام‌های دریچه جانبی و دریچه میانی دانستند.

## همه‌گیرشناسی
شیوع سندرم دندی-واکر بین ۱ در ۲۵٫۰۰۰ تا ۱ در ۵۰٫۰۰۰ تخمین زده می‌شود. سندرم دندی-واکر علت حدود ۴٫۳ درصد از موارد هیدروسفالی مادرزادی و ۲٫۵ درصد از کل موارد هیدروسفالی است.